# Marco Reda
Marco Reda (North York, 22 giugno 1977) è un ex calciatore canadese di origini italiane, di ruolo difensore.

## Statistiche

### Cronologia presenze e reti in nazionale
| Cronologia completa delle presenze e delle reti in nazionale ― Canada | Cronologia completa delle presenze e delle reti in nazionale ― Canada | Cronologia completa delle presenze e delle reti in nazionale ― Canada | Cronologia completa delle presenze e delle reti in nazionale ― Canada | Cronologia completa delle presenze e delle reti in nazionale ― Canada | Cronologia completa delle presenze e delle reti in nazionale ― Canada | Cronologia completa delle presenze e delle reti in nazionale ― Canada | Cronologia completa delle presenze e delle reti in nazionale ― Canada |
| Data                                                                  | Città                                                                 | In casa                                                               | Risultato                                                             | Ospiti                                                                | Competizione                                                          | Reti                                                                  | Note                                                                  |
| --------------------------------------------------------------------- | --------------------------------------------------------------------- | --------------------------------------------------------------------- | --------------------------------------------------------------------- | --------------------------------------------------------------------- | --------------------------------------------------------------------- | --------------------------------------------------------------------- | --------------------------------------------------------------------- |
| 9-2-2005                                                              | Belfast                                                               | Irlanda del Nord                                                      | 0 – 1                                                                 | Canada                                                                | Amichevole                                                            | -                                                                     |                                                                       |
| 26-3-2005                                                             | Barcelos                                                              | Portogallo                                                            | 4 – 1                                                                 | Canada                                                                | Amichevole                                                            | -                                                                     |                                                                       |
| 22-1-2006                                                             | San Diego                                                             | Stati Uniti                                                           | 0 – 0                                                                 | Canada                                                                | Amichevole                                                            | -                                                                     |                                                                       |
| 1-3-2006                                                              | Vienna                                                                | Austria                                                               | 0 – 2                                                                 | Canada                                                                | Amichevole                                                            | 1                                                                     | 34’                                                                   |
| 4-9-2006                                                              | Montréal                                                              | Canada                                                                | 1 – 0                                                                 | Trinidad e Tobago                                                     | Amichevole                                                            | -                                                                     |                                                                       |
| 8-10-2006                                                             | Kingston                                                              | Giamaica                                                              | 2 – 1                                                                 | Canada                                                                | Amichevole                                                            | -                                                                     |                                                                       |
| 30-1-2008                                                             | Fort-de-France                                                        | Martinica                                                             | 0 – 1                                                                 | Canada                                                                | Amichevole                                                            | -                                                                     |                                                                       |
| Totale                                                                |                                                                       | Presenze                                                              | 7                                                                     |                                                                       | Reti                                                                  | 1                                                                     |                                                                       |